# Sauk City
Sauk City è un villaggio degli Stati Uniti d'America, situato in Wisconsin, nella contea di Sauk.
Qui è stata fondata l'Arkham House.